# Дартнель, Педро
Педро Пабло Дартнель Энсина (исп. Pedro Pablo Dartnell Encina, 24 декабря 1873 — 26 сентября 1944) — чилийский военный деятель, бригадный генерал, член чилийской хунты 1925 года.

## Ранняя жизнь
Родился в городе Линарес в семье Роберта Дартнелла Лотера и Кармен Энсина Ибаньес. Ещё в детстве изучал военное дело в специальной школе при Чилийском университете. В 1885 году поступил курсантом в кадетский корпус при Военной академии, где учился до 1891 года. 15 января 1891 года получил звание младшего лейтенанта. Во время гражданской войны в Чили в 1891 году Дартнелл вступил в корпус военных инженеров и присоединился к армии парламента. Участвовал в боях под Конконом и Пласиллой. В том же году он был произведён в лейтенанты, а затем капитаны. После окончания войны он изучал гражданское строительство в Университете Чили. Во время реформы чилийской армии он был отправлен на повышение квалификации в Европу и в 1897—1899 годах побывал в Бельгии, Германии и Испании.
В январе 1900 года Дартнелл получил звание майора, став командиром военных инженеров. В 1905 году был временно переведён во флот, чтобы участвовать в проектировании военных укреплений порта Талькауано. В 1910 году он снова был отправлен в Европу, на этот раз в качестве курсанта École Militaire в Париже, где учился до 1912 года. Во время своего пребывания во Франции он проявил большой интерес к французским ВВС и подготовил доклад, который стал основой для создания чилийских ВВС в 1913 году.
В 1914 году, будучи в звании полковника, он стал командиром корпуса связи и авиационным инспектором. В 1919 году он стал главнокомандующим ВВС Чили. В том же году был произведён в бригадные генералы. В этом звании он был командиром II, III и IV дивизий в период между 1920 и 1924 годами. 28 ноября 1924 года был произведён в должность генерального инспектора армии.

## Политическая карьера
23 января 1925 года группа молодых офицеров, которые свергли так называемую «сентябрьскую хунту», передали ему контроль над исполнительной властью, но он отказался от единоличного правления и решил вместо этого стать одним из членов новообразованной «январской хунты», взявшей власть 27 января. Эта хунта правила до 20 марта, когда президент Артуро Алессандри Пальма вновь вернул себе власть.
Дартнелл ушёл в отставку из армии 15 июня 1926 года. 24 января 1926 года он женился на Марии Жозефине Розе Матте Амунатеке, в браке с которой у него было четверо детей. В 1930 году он был избран сенатором от района «Талька, Линарес и Мауле», но оставался в парламенте лишь до его роспуска 4 июня 1932 года Социалистической республикой Чили, просуществовавшей 12 дней. Умер в Сантьяго в 1944 году в возрасте 70 лет.